# Vidra (Ilfov)
Vidra é uma comuna romena localizada no distrito de Ilfov, na região de Muntênia. A comuna possui uma área de 69.00 km² e sua população era de 7803 habitantes segundo o censo de 2007.